# Miquel Batllori i Munné
Miquel Batllori i Munné (Barcelona, 1 d'octubre de 1909 - Sant Cugat del Vallès, 9 de febrer de 2003) fou un historiador i jesuïta català.

## Biografia
Batllori nasqué l'1 d'octubre de 1909 fill del català Antoni Batllori i de la cubana Paula Munné. Els seus pares havien fet fortuna a la Cuba colonial i a casa seva sempre tingué l'estímul vers les lletres i les arts. Afectat d'osteomielitis, va estudiar primària i batxillerat a l'Escola Jesuïta del carrer Casp de Barcelona, posteriorment es va graduar en Filosofia i Lletres i Dret a la Universitat de Barcelona el 1928.
Aquell mateix ingressà a la Companyia de Jesús per iniciar el seu noviciat, estudiant humanitats al Monestir de Veruela, a la província de Saragossa. Finalment llicenciat en teologia va publicar innombrables treballs, que han estat reunits en la seva Obra Completa en dinou volums. En la seva llarga trajectòria, va ser director de l'Institut Històric de la Companyia de Jesús i catedràtic d'Història Moderna a la Pontifícia Universitat Gregoriana de Roma. Estudiós de vocació universal, es va interessar de forma especial per les figures de Ramon Llull, Ramon de Penyafort i Arnau de Vilanova. La seva monumental obra sobre el llinatge dels Borja va marcar una fita en el camp de la historiografia sobre l'època del Renaixement.
Mereixedor l'any 1980 del Premi Lletra d'Or; l'any 1982 de la Creu de Sant Jordi; el 1985 de la Medalla d'Or de la Generalitat de Catalunya; el 1989 fou elegit acadèmic corresponent a Roma de la Reial Acadèmia Catalana de Belles Arts de Sant Jordi; el 1990 rep el Premi d'Honor de les Lletres Catalanes; el 1995 el Premi Príncep d'Astúries de Ciències Socials, juntament amb l'historiador portuguès Joaquim Veríssimo Serrão; el 1998 la Medalla d'Or de la Comunitat Autònoma de les Illes Balears i el 2001 el Premi Nacional de les Lletres Espanyoles i la Medalla d'Honor del Parlament de Catalunya.
El 1989 i amb motiu del seu vuitantè aniversari, les tretze universitats dels Països Catalans l'investiren conjuntament doctor honoris causa. L'any 1999 se li va atorgar la Medalla d'Honor de la Xarxa Vives d'Universitats.
En morir, fou sebollit al cementiri del Centre Borja de Sant Cugat del Vallès, residència jesuïta on havia residit els últims anys de vida.

## Publicacions
- Recuerdos de casi un siglo (2003, amb Cristina Gatell)
- Lingüística i etnologia al segle XVIII: Lorenzo Hervás  (1999)
- Estètica i musicologia neoclàssiques: Esteban de Arteaga (1999)
- Iberoamèrica: Del descobriment a la independèndencia (1999)
- Els catalans en la cultura hispanoitaliana (1998)
- Cultura i finances a l'edat moderna (1997)
- La Il·lustració (1997)
- Les reformes religioses al segle XVI (1996)
- De l'humanisme i del Renaixement (1995)
- Baltasar Gracián i el Barroc (1996)
- De l'Edat Mitjana als temps moderns i contemporanis: Cinc converses sobre els meus escrits (1994)
- La família Borja (1994)
- Arnau de Vilanova i l'arnaldisme  (1994)
- Església i societat a la Catalunya del s.XVIII (1990)
- Humanismo y Renacimiento: estudios hispano-europeos (1987)
- Llull (1987)
- Ramón Llull: antología filosòfica (1984)
- Orientacions i recerques: Segles XII-XX (1983)
- Baltasar Gracián (1983)
- Cultura e finanze, Studi della storia dei gesuiti da S. Ignazio al Vaticano II (1983)
- Vida de Ramón Llull: la vida escrita i la iconografía coetànies (1982)
- Llengua, història i societat a Mallorca i Menorca (1979)
- A través de la història i la cultura (1979)
- Der katalanisch-aragonische Humanismus: Vom 14. bis 16. Jahrhundert: 12. Vorlesung der Aeneas-Silvius-Stiftung (1977).
- Galeria de personatges: De Benedetto Croce a Jaume Vicens Vives (1975)
- Algunos momentos de expansión de la historia y cultura valencianas: Discurso leído en el acto de investidura como Doctor Honoris Causa (1975) Facultad de Filosofía y Letras. Universidad de Valencia.
- Arxiu Vidal i Barraquer: Església i Estat durant la Segona República Espanyola (1931-1936) (1971)
- Catalunya a l'època moderna: recerques d'història cultural i religiosa (1971)
- Baltasar Gracián en su vida y en sus obras (1969)
- Josep Finestres: epistolari (1969)
- La cultura hispano-italiana de los jesuitas expulsos (1966)
- Il pensiero de la Rinascenza in Spagna e Portogallo (1964)
- La primera misión pontificada a Hispanoamérica 1823-1825 (1963)
- Ignasi Casanoves: reliquies literàries (1960)
- Introducción a Ramón Llull (1960)
- Ramón Llull en el món del seu temps (1960)
- Balmes i Casanoves, estudis biogràfics i doctrinals (1959)
- Vuit segles de cultura catalana a Europa (1958)
- Gracián y el barroco (1958)
- El abate Viscardo: Historia y mito de la intervención de los jesuitas en la independencia de Hispanoamérica (1953)
- Cartas del padre Bartolomé Pou al Cardenal Despuig (1946)
- Jerónimo Nadal y el Concilio de Trento (1946)
- Esteban de Arteaga (1943)
- Francisco Gustá, apologista y crítico (1941. Tesi doctoral. Universidad de Madrid)